# Anastassija Rabtschenjuk
Anastassija Rabtschenjuk (ukrainisch Анастасія Рабченюк, englische Transkription Anastasiya Rabchenyuk; * 14. September 1983 in Terniwka, Oblast Dnipropetrowsk) ist eine ukrainische Hürdenläuferin, deren Spezialstrecke die 400-Meter-Strecke ist.

## Sportliche Laufbahn
Von 2003 bis 2006 wurde sie nationale Meisterin. 2003 gewann sie Bronze bei der Universiade. 
2006 wurde sie Sechste bei den Europameisterschaften in Göteborg. Im Jahr darauf gewann sie Silber bei der Universiade, schied aber bei den Weltmeisterschaften in Osaka im Vorlauf aus.
Bei den Olympischen Spielen 2008 in Peking wurde sie mit ihrer persönlichen Bestzeit von 53,96 Sekunden Vierte.
Anastassija Rabtschenjuk ist 1,72 Meter groß und wiegt 55 Kilogramm. Sie lebt in Kiew und wird von Wolodymyr Fedorez trainiert.